# Agrotis xylographa
Agrotis xylographa är en fjärilsart som beskrevs av Charles Boursin 1948. Agrotis xylographa ingår i släktet Agrotis och familjen nattflyn. Inga underarter finns listade i Catalogue of Life.